# 東海道五十三次 (浮世絵)

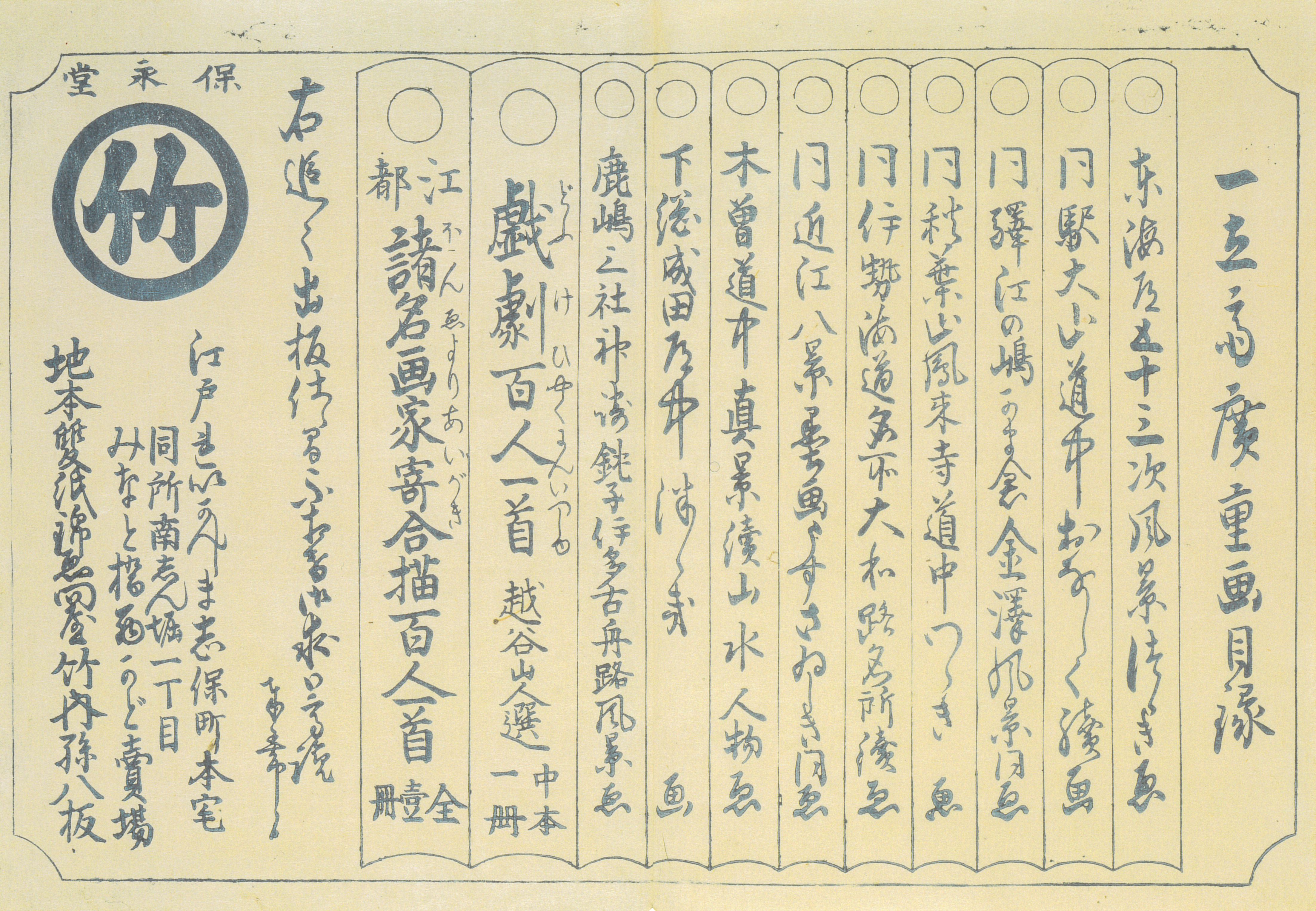
図a.五十三次画帖での「一立齋広重画目録」。最初に「東海道五十三次風景つゝきゑ（続画）」とある。目録の左は「右追々出板仕候間不相替御求御高覧/奉希候/保永堂/〇に竹/江戸れいかんしま志保町本宅/同所南しん堀一丁目/みなと橋西かど売場/地本双紙錦画問屋竹内孫八板」。

『東海道五十三次』（とうかいどうごじゅうさんつぎ。東海道五拾三次とも）は、東海道の宿駅を中心とした景観や習俗を描いた、浮世絵木版画である。名所絵が主となる場合が多いが、人物が主体で景観が従となるなど、さまざまである。形態としては揃物、張交、双六、千社札、団扇絵、絵封筒、絵本などがある。なお、画題に「東海道」「五十三次」を含むものをまとめて「東海道（もの）」や「五十三次（もの）」と呼ぶこともある。
代表的な作品としては天保5年（1834年）頃に保永堂から版行された歌川広重の「東海道五拾三次之内」があげられる。
ただし、浮世絵版画としては、版本「東海道名所記」（寛文年間(1661-1673)）や菱川師宣の版本「東海道文間図会」（元禄3年<1690年>）から始まるとされる。喜多川歌麿は「美人一代五十三次」（享和年間 - 文化年間頃(1801-1808)）、葛飾北斎は文化年間(1804-1818)に狂歌摺物「春興五十三駄之内」や「東海道五十三次 絵本駅路鈴」など7種の揃物が出ている。また、広重の師匠である歌川豊広も「東海道五十三次」を出している。広重の保永堂版東海道五十三次の成功により、その後は広重自身も含め多くの浮世絵師が東海道ものを出している。
本記事では、歌川広重による保永堂版五十三次55図(#版元)について述べ、それ以降に版行された広重による五十三次（#保永堂版以外の五十三次・#五十三次図一覧）や、広重以外の五十三次についても触れる(#五十三次前史・#広重以降の五十三次)。保永堂版制作に際し、広重は江戸と京都を往復したとする説と、それを否定する説がある（#取材の有無）。
百聞は一見にしかず、視覚的な作品を理解するには、言葉による説明よりもまず実物を見ることが肝要であるため、最初に次節で保永堂版および行書版と隷書版の55図を掲載し、その下の節で浮世絵の東海道五十三次の歴史や研究者による細かい分析を掲載する。

## 五十三次図一覧
以下は保永堂版及び、行書版と隷書版の55図。
| 図版番号 | 名前／読み  | 保永堂版 副題     | 行書版 副題                       | 隷書版 副題                  |
| -------- | ----------- | ----------------- | --------------------------------- | ---------------------------- |
| 1        | 日本橋      |                   |                                   |                              |
| 1        | にほんばし  | 朝之景 / 行列振出 | 暁旅立の図 江崎屋版               | なし                         |
| 2        | 品川        |                   | Shinagawa, Samegafuchi asa no kei |                              |
| 2        | しながわ    | 日之出            | 鮫洲朝之図                        | 鮫洲の茶や                   |
| 3        | 川崎        |                   |                                   |                              |
| 3        | かわさき    | 六郷渡舟          | 六郷の渡し舟                      | 六郷のわたし                 |
| 4        | 神奈川      |                   |                                   |                              |
| 4        | かながわ    | 台之景            | 浅間下より台を見る図              | 台の茶や                     |
| 5        | 保土ヶ谷    |                   |                                   |                              |
| 5        | ほどがや    | 新町橋            | 新町入口                          | かたびら橋 かたびら川        |
| 6        | 戸塚        |                   |                                   |                              |
| 6        | とつか      | 元町別道          | 逢坂より宿を見る図                | なし                         |
| 7        | 藤澤        |                   |                                   |                              |
| 7        | ふじさわ    | 遊行寺            | 江のしま道                        | なし                         |
| 8        | 平塚        |                   |                                   |                              |
| 8        | ひらつか    | 縄手道            | 馬入川舟渡の図                    | なし                         |
| 9        | 大礒        |                   |                                   |                              |
| 9        | おおいそ    | 虎ヶ雨            | なし                              | 鴫立沢西行庵                 |
| 10       | 小田原      |                   |                                   |                              |
| 10       | おだわら    | 酒匂川            | 酒匂川かち渡し                    | 酒匂川                       |
| 11       | 箱根        |                   |                                   |                              |
| 11       | はこね      | 湖水図            | 伊豆相模両国境                    | 夜中松明とり                 |
| 12       | 三島        |                   |                                   |                              |
| 12       | みしま      | 朝霧              | なし                              | なし                         |
| 13       | 沼津        |                   |                                   |                              |
| 13       | ぬまづ      | 黄昏図            | 名物鰹節を製す                    | なし                         |
| 14       | 原          |                   |                                   |                              |
| 14       | はら        | 朝之富士          | 柏原立場 ふじの沼                 | なし                         |
| 15       | 吉原        |                   |                                   |                              |
| 15       | よしわら    | 左富士            | なし                              | 名所左り不二                 |
| 16       | 蒲原        |                   |                                   |                              |
| 16       | かんばら    | 夜之雪            | 岩渕よりふじ川を見る図            | 冨士川渡舟                   |
| 17       | 由井        |                   |                                   |                              |
| 17       | ゆい        | 薩埵嶺            | かち渡りゆひ川の図                | なし                         |
| 18       | 興津        |                   |                                   |                              |
| 18       | おきつ      | 興津川            | 田子の浦 清見ヶ関                 | 清美ヶせき 清見寺            |
| 19       | 江尻        |                   |                                   |                              |
| 19       | えじり      | 三保遠望          | 清水之湊遠望                      | なし                         |
| 20       | 府中        |                   |                                   |                              |
| 20       | ふちゅう    | 安部川            | あべ川遠景                        | なし                         |
| 21       | 丸子 / 鞠子 |                   |                                   |                              |
| 21       | まりこ      | 名物茶屋          | なし                              | なし                         |
| 22       | 岡部        |                   |                                   |                              |
| 22       | おかべ      | 宇津之山          | 宇津の山之図                      | 宇津の山                     |
| 23       | 藤枝        |                   |                                   |                              |
| 23       | ふじえだ    | 人馬継立          | 瀬戸川歩行渡                      | なし                         |
| 24       | 嶋田        |                   |                                   |                              |
| 24       | しまだ      | 大井川駿岸        | 大井川駿岸                        | 大井川                       |
| 25       | 金谷        |                   |                                   |                              |
| 25       | かなや      | 大井川遠岸        | 大井川遠岸                        | 金谷坂 かなや駅 大井川       |
| 26       | 日坂        |                   |                                   |                              |
| 26       | にっさか    | 佐夜ノ中山        | 小夜の中山夜啼石 無間山遠望       | 夜啼石 無間山 小夜の中山     |
| 27       | 掛川        |                   |                                   |                              |
| 27       | かけがわ    | 秋葉山遠望        | 秋葉道 追分之図                   | 秋葉山別道                   |
| 28       | 袋井        |                   |                                   |                              |
| 28       | ふくろい    | 出茶屋ノ図        | なし                              | 名物遠州だこ                 |
| 29       | 見附        |                   |                                   |                              |
| 29       | みつけ      | 天竜川図          | 天龍川舟渡し                      | 天龍川渡舟                   |
| 30       | 濱松        |                   |                                   |                              |
| 30       | はままつ    | 冬枯ノ図          | ざゞんざの松                      | なし                         |
| 31       | 舞坂        |                   |                                   |                              |
| 31       | まいさか    | 今切真景          | 今切海上舟渡                      | なし                         |
| 32       | 荒井        |                   |                                   |                              |
| 32       | あらい      | 渡舟ノ図          | 海上壹リ半舟渡之図                | なし                         |
| 33       | 白須賀      |                   |                                   |                              |
| 33       | しらすか    | 汐見阪図          | 汐見阪風景                        | 汐見阪                       |
| 34       | 二川        |                   |                                   |                              |
| 34       | ふたかわ    | 猿ヶ馬場          | 猿ヶ馬場之図                      | 猿ヶ馬場                     |
| 35       | 吉田        |                   |                                   |                              |
| 35       | よしだ      | 豊川ノ橋          | 豊川 吉田橋                       | 六月十五日 天王祭            |
| 36       | 御油        |                   |                                   |                              |
| 36       | ごゆ        | 旅人留女          | なし                              | 古街道本野ヶ原               |
| 37       | 赤阪        |                   |                                   |                              |
| 37       | あかさか    | 旅舎招婦ノ図      | なし                              | なし                         |
| 38       | 藤川        |                   |                                   |                              |
| 38       | ふじかわ    | 棒鼻ノ図          | 山中宿 商家                       | なし                         |
| 39       | 岡崎        |                   |                                   |                              |
| 39       | おかざき    | 矢矧之橋          | 矢はぎのはし                      | 矢はぎ川                     |
| 40       | 池鯉鮒      |                   |                                   |                              |
| 40       | ちりゅう    | 首夏馬市          | なし                              | なし                         |
| 41       | 鳴海        |                   |                                   |                              |
| 41       | なるみ      | 名物有松絞        | 名物有松絞り店                    | 名産絞り店                   |
| 42       | 宮          |                   |                                   |                              |
| 42       | みや        | 熱田神事          | 熱田濱之鳥居                      | 七里の渡し 熱田鳥居 寝覚の里 |
| 43       | 桑名        |                   |                                   |                              |
| 43       | くわな      | 七里渡口          | 海上七里ノ渡口                    | 七里の渡舟                   |
| 44       | 四日市      |                   |                                   |                              |
| 44       | よっかいち  | 三重川            | 参宮道追分之図                    | 日永村追分 参宮道            |
| 45       | 石薬師      |                   |                                   |                              |
| 45       | いしやくし  | 石薬師寺          | なし                              | なし                         |
| 46       | 庄野        |                   |                                   |                              |
| 46       | しょうの    | 白雨              | 人馬宿継之図                      | なし                         |
| 47       | 亀山        |                   |                                   |                              |
| 47       | かめやま    | 雪晴              | なし                              | なし                         |
| 48       | 関          |                   |                                   |                              |
| 48       | せき        | 本陣早立          | 旅籠屋 見世之図                   | なし                         |
| 49       | 阪之下      |                   |                                   |                              |
| 49       | さかのした  | 筆捨嶺            | 筆捨山眺望                        | なし                         |
| 50       | 土山        |                   |                                   |                              |
| 50       | つちやま    | 春之雨            | すゞか山雨中之図                  | なし                         |
| 51       | 水口        |                   |                                   |                              |
| 51       | みなくち    | 名物干瓢          | なし                              | 平松山美松                   |
| 52       | 石部        |                   |                                   |                              |
| 52       | いしべ      | 目川ノ里          | なし                              | なし                         |
| 53       | 草津        |                   |                                   |                              |
| 53       | くさつ      | 名物立場          | なし                              | 矢ばせの渡口 琵琶湖風景      |
| 54       | 大津        |                   |                                   |                              |
| 54       | おおつ      | 走井茶店          | なし                              | なし                         |
| 55       | 京師        |                   |                                   |                              |
| 55       | けいし      | 三條大橋          | 三条大橋之図                      | 三条大はし                   |

## 五十三次前史
最初期に東海道を描いた作例として、菱川師宣「東海道分間絵図」（図b.）が挙げられる。五十三次ものの連作としては、喜多川歌麿（図c.）、広重の師匠である歌川豊広（図d.）や葛飾北斎が描いている。後者には7揃いが確認されている（図e.）。また文芸分野では、浅井了意の『東海道名所記』や十返舎一九『東海道中膝栗毛』があげられる。
広重は歌川豊広に師事し、文政年間（1818-30年）には、役者絵や美人画を描いていたが、文政年間半ばに入ると、名所絵の依頼を受けるようになり、「東都名所」（天保初期。川口屋正蔵版。図f.）等を残した。

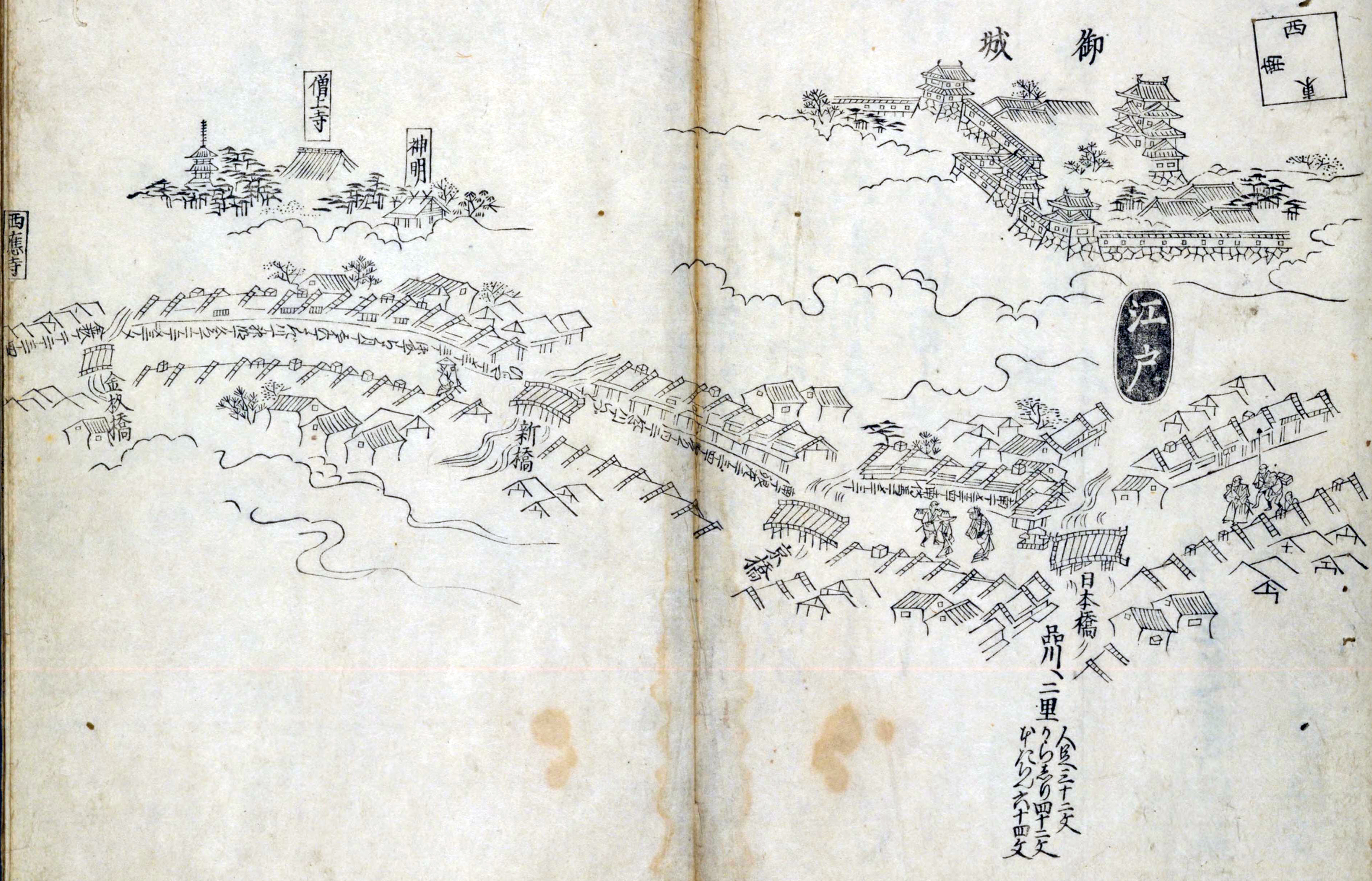
図b.東海道分間絵図　一。菱川師宣画。元禄3年（1690年）。版木屋七郎兵衛。　国立国会図書館蔵。
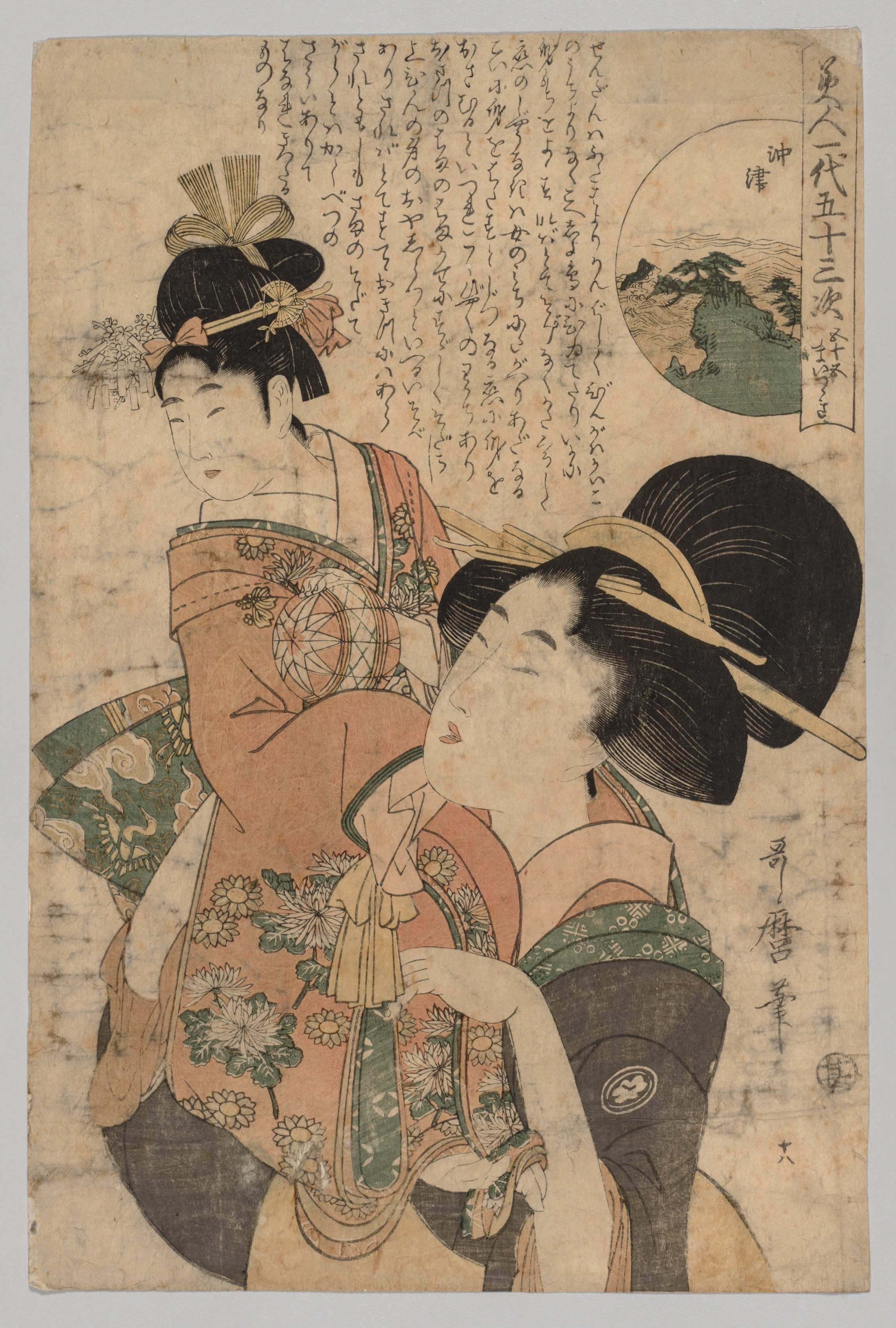
図c.喜多川歌麿「美人一代五十三次 沖津」
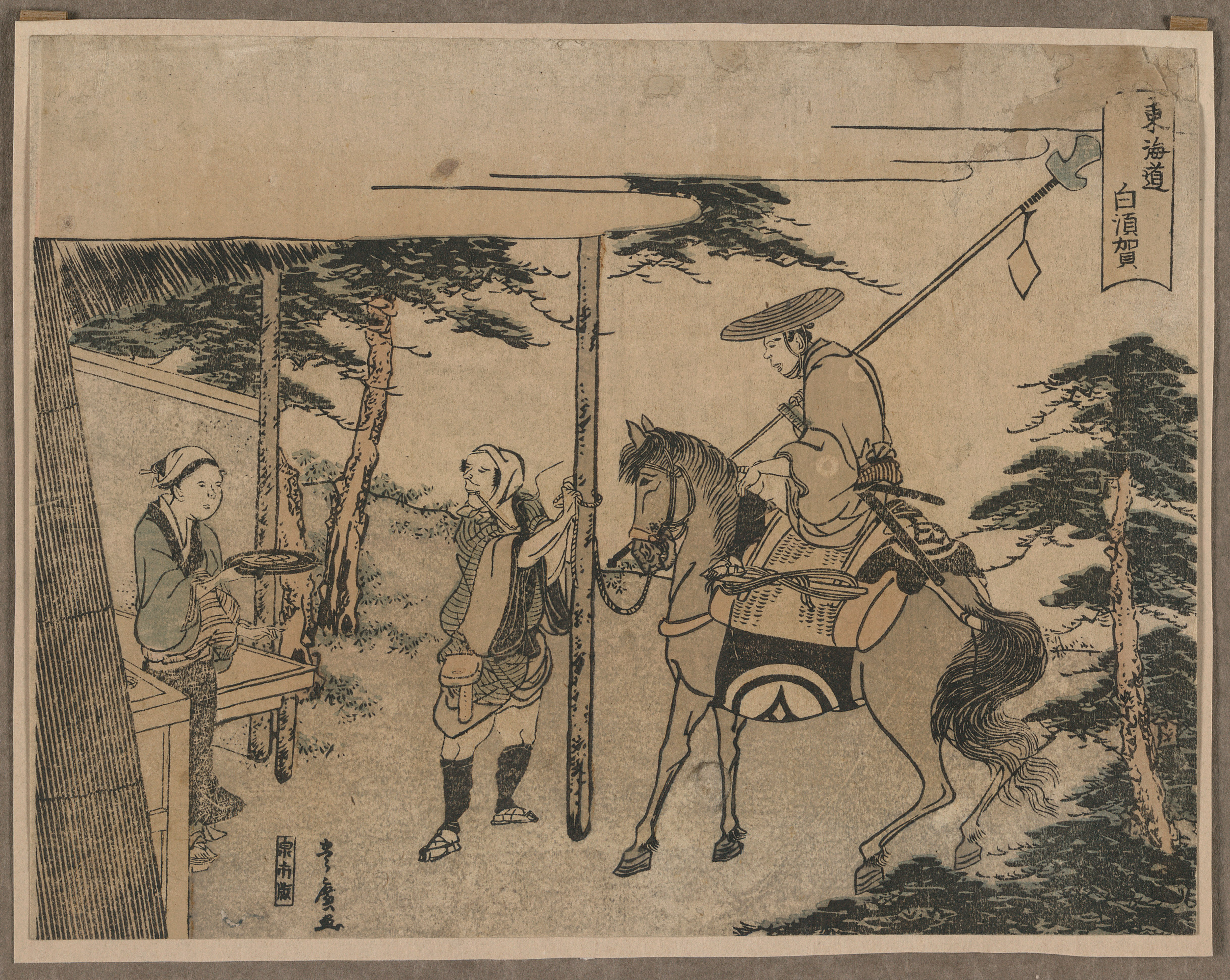
図d.歌川豊広、東海道　白須賀。享和3年（1803年）。和泉屋市兵衛。アメリカ議会図書館蔵。#五十三次図一覧33.白須賀と参照。
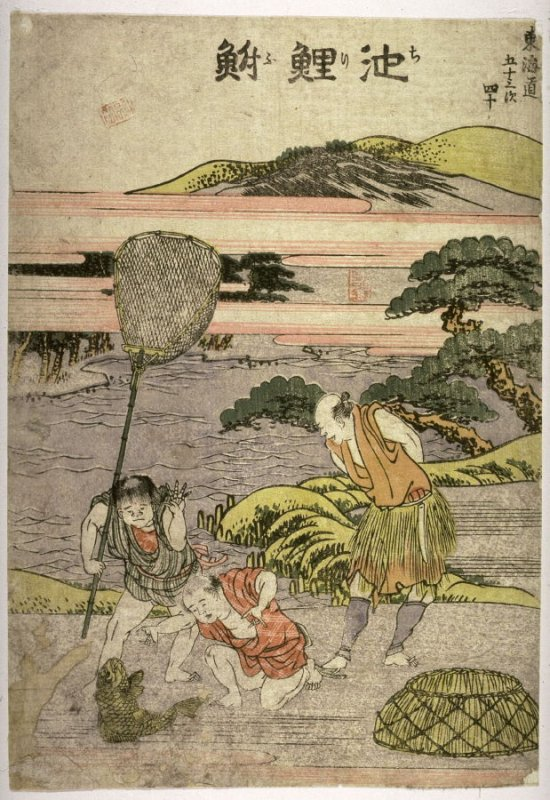
図e.葛飾北斎、東海道五十三次絵本駅路鈴　池鯉鮒。文化3-7年（1806-10年）頃。伊勢屋利兵衛[11]。Fine Arts Museums of San Francisco（英語版）蔵　40.池鯉鮒と参照。
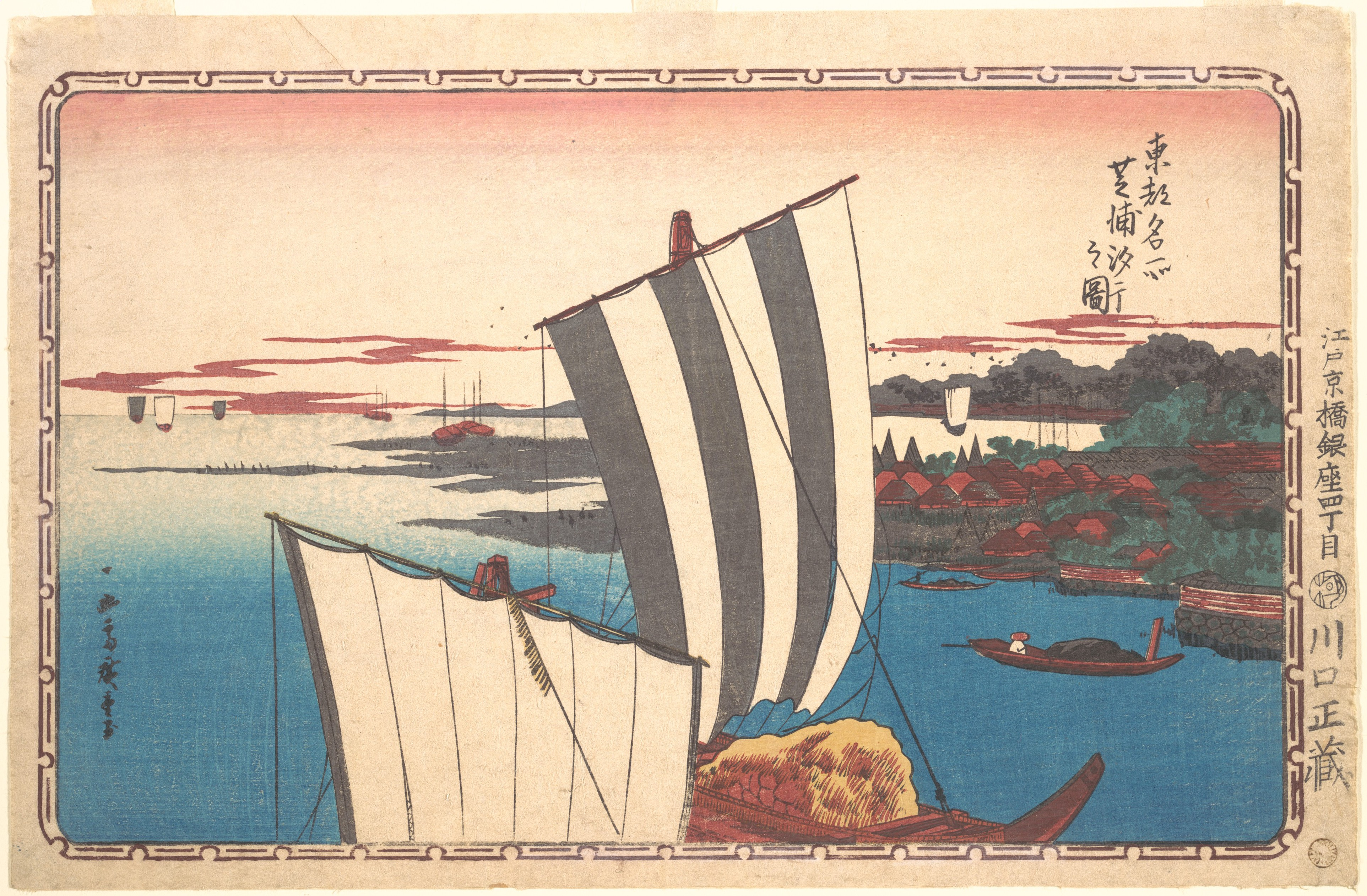
図f.広重、東都名所 芝浦汐干之図。天保初年。川口屋正蔵。　メトロポリタン美術館蔵。

## 保永堂版『東海道五拾三次之内』

### 版元
五十三次の版元は当初、仙鶴堂と保永堂の合版だったが、のちに保永堂単独となった。なお、仙鶴堂単独版行もある（表1参照）。
| 仙鶴堂・保永堂合版 | 11図 | 1.日本橋。2.品川。3.川崎。5.保土ヶ谷。6.戸塚。8.平塚。18.興津。21.丸子。23.藤枝。26.日坂。28.袋井。 |
| 仙鶴堂単独版行     | 1図  | 22.岡部。                                                                                           |
| 保永堂単独版行     | 43図 | 上記以外。                                                                                          |

保永堂が版元を興したのは、天保4年（1833年）とされる。何故新興版元が大判大部の揃い物版行に関われたかには、三つの説がある。
1. 主人の竹内孫八（筆名：眉山）が広重と狂歌仲間だったからとの説[15]。
2. 広重が仙鶴堂に五十三次版行を売り込んだものの、名の通っていない広重の版行を仙鶴堂側が乗り気になれず、保永堂を紹介した説[15]。
3. 保永堂の本業であった、質屋業務で仙鶴堂と取引があったとの説[17]。

また、仙鶴堂が版行から降りた原因として、天保4年（1833年）に主人の鶴屋喜衛門が亡くなり、翌5年（1834年）に火災を受けていることを、鈴木重三が指摘する。
全図完結した時点で、画帖仕立てが上梓された。谷折り見開きの粘葉装で、上巻が27.掛川、もしくは29.見附で終わるものが記録されている。造本を解体し、一葉（谷折りを伸ばして水平にしたもの）単位にした、表紙・扉題字・序文・広告奥付等が、貨幣・浮世絵ミュージアム・日本浮世絵博物館等に所蔵される。表紙には隷書と草書版があり、上下巻だったと推測される。

### 特徴

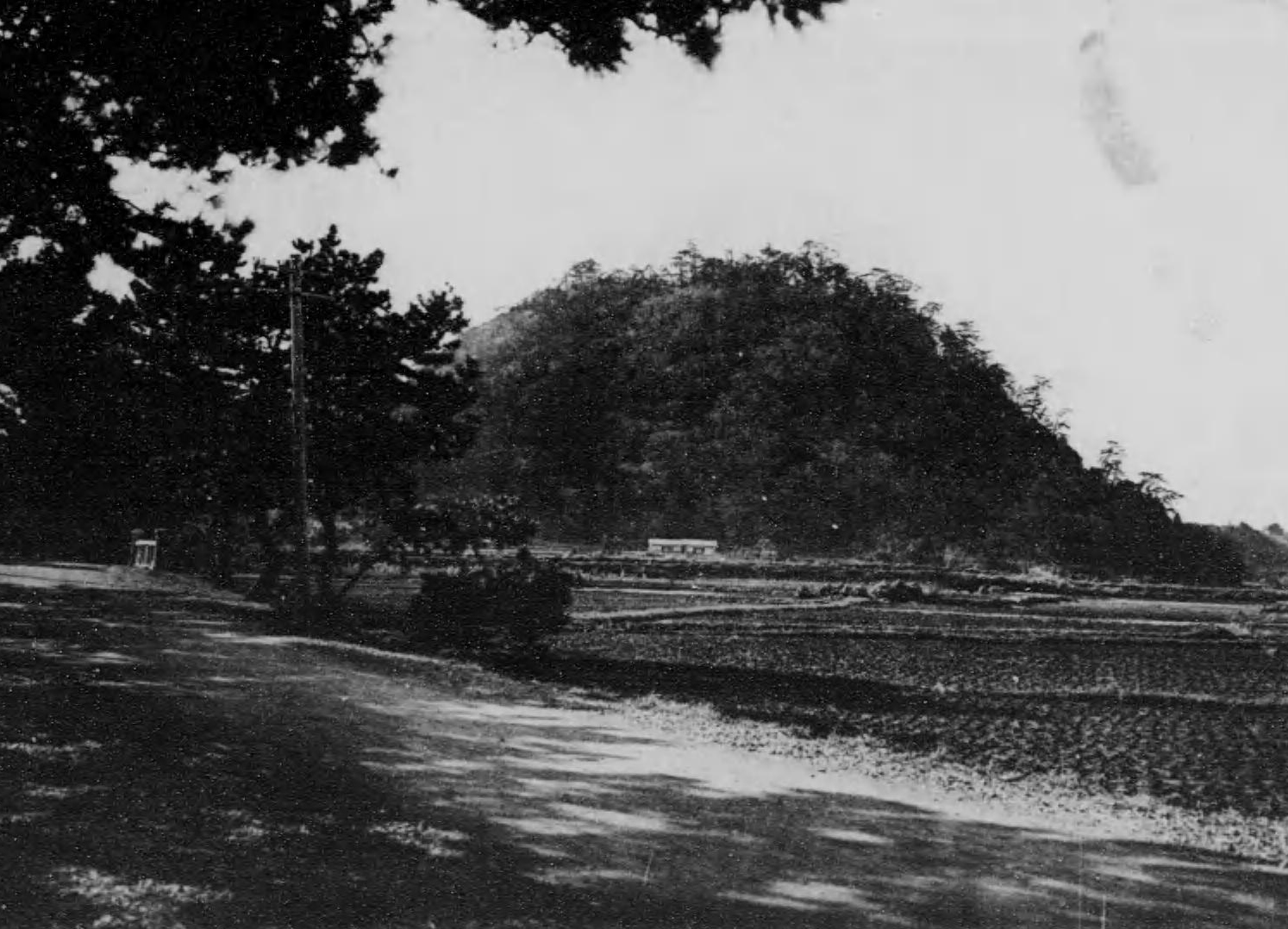
図g.大正期の平塚宿・大磯宿間から望む高麗山。

東海道の横大判錦絵として最初の作とされる。
広重は、北斎による実景と異なった、演出された画に反感を抱き、自らは「真景」、つまり景観を忠実に描くのを旨とした。ところが浅野秀剛は、大正時代の東海道写真集を参照し、広重の画にも演出が見られると指摘する。例えば8.平塚の場合、高麗山は左右非対称、向かって右側がより急斜面に描かれているが、写真では左右対称の緩やかな山である。また道はギザギザに描かれているが、写真では緩やかなカーブである（図g.）。そのような作画を浅野は「実景を借りた虚構のイメージ」だが「虚構を虚構と感じさせない」ものと述べる。
大久保純一は、絵の枠に注目する。奥村政信等が始めた浮絵には、画と実世界を分別するための枠があったが、北斎の名所絵（洋風名所絵を除く）から枠が消えた。対して広重は、浮絵とは関係なく、揃い物ごとに異なる、装飾としての枠を付けたと指摘する。五十三次では、14.原にて、富士の頂が、27.掛川だと、揚がる凧が枠を突き抜けているが、それぞれ高さを強調している。
吉田漱は、北斎の五十三次が人物本位の道中風俗画であり、景観は蔑ろなのに対し、広重のそれは、季節・天候の多彩さを取り入れた風景を描いたと指摘する。名古屋市博物館の神谷浩も、保永堂版の中で優れた図として、12.三島、16.蒲原、46.庄野、47.亀山、50.土山の5図をあげ、これらに共通するのは、季節・天候・時刻を描いたことであり、名所や名物を主題としていないことだと述べる。
また神谷は、保永堂版が「弱小版元ゆえの非力さもあって、彫や摺の点では十分に評価できるものではない」とする。

### 取材の有無
五十三次を、取材に基づく作としたのは、明治期の浮世絵研究家である飯島虚心である。
上記のように、広重は幕命として、内裏での駒牽行事描画の為上洛するが、道中での名勝に魅せられ、五十三次制作の経緯になったと考えられていた。「天保の初年」については、「五十三次画帖」の序文にて「天保ごとせにあたるむつき」、つまり天保5年（1834年）1月とあり、かつ「八朔」の行事の後に作画されたとなると、天保元年から3年（1831-33年）の間と考えられる。内田実は前後の作例や落款から、天保3年（1833年）に上洛し、同4年（1834年）から同5年（1835年）にかけ作画したと推測する。
虚心の上洛説は、内田ら多くの論者に受け入れられる。
対して、虚心説にはじめて疑問を呈したのは小島烏水である。上洛説自体は認めるものの、御用絵師でなく、町絵師に過ぎない広重に、駒牽作画を命ずるだろうかと述べる。
また鈴木重三は、虚心の言説が明治半ばに纏められたものであり、『新増補浮世絵類考』（慶応4年・1868年）や、広重より5代後の安藤勝蔵によってまとめられた「安藤家由緒書」（慶応2年・1866年）に言及が無いことを指摘する。
永田生慈は鈴木の論を受けて、天保3年（1832年）3月に家督を譲った広重が、幕府の公務を任ずるとは考え難いと指摘し、仮に定火消同心のままだったとしても、烏水が指摘するように、絵師としてさほど名声を得ていなかった広重に依頼をするだろうかと疑問を呈す。また、実際に東海道を往復したのなら、なぜ『東海道名所図会』（寛政9年・1797年）からの引用が多いのかと指摘する。
大久保純一は、永田も指摘した、五十三次が西に向かうにつれ、風景を伴わない人々の図や、『東海道名所図会』からの引用と考えられる図が増す点を指摘する（図h1-h4.及び表2.参照。）。
| 5.保土ヶ谷。17.由井。18.興津。19.江尻。22.岡部。24.島田。25.金谷。28.袋井。31.舞阪。33.白須賀。34.二川。35.吉田。37.赤坂。39.岡崎。40.池鯉鮒。41.鳴海。42.宮。43.桑名。45.石薬師。48.関。49.坂之下。50.土山。52.石部。53.草津。54.大津。55.京師。以上、26駅。 |

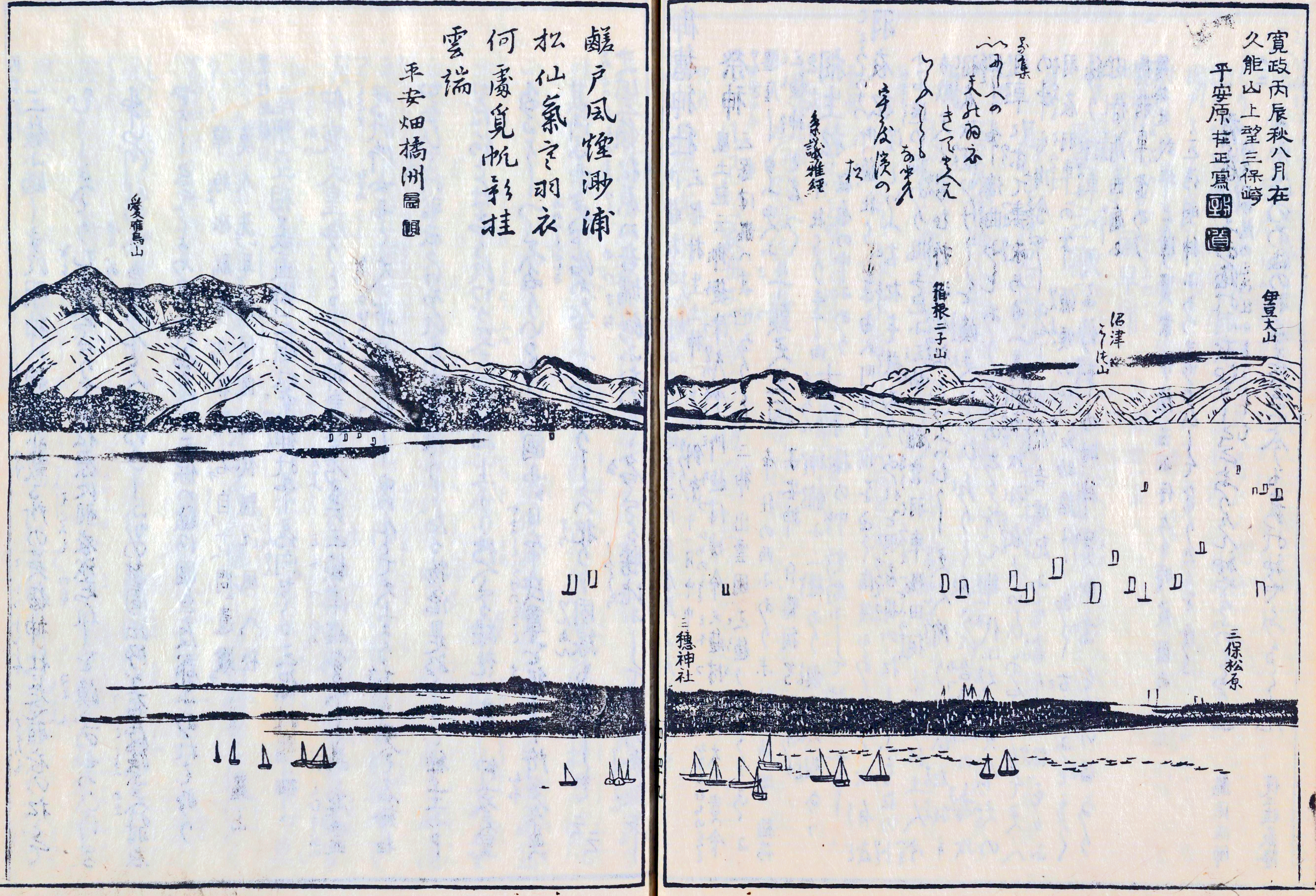
図h1.『東海道名所図会』巻四、三保崎。#五十三次図一覧19.江尻と対照。
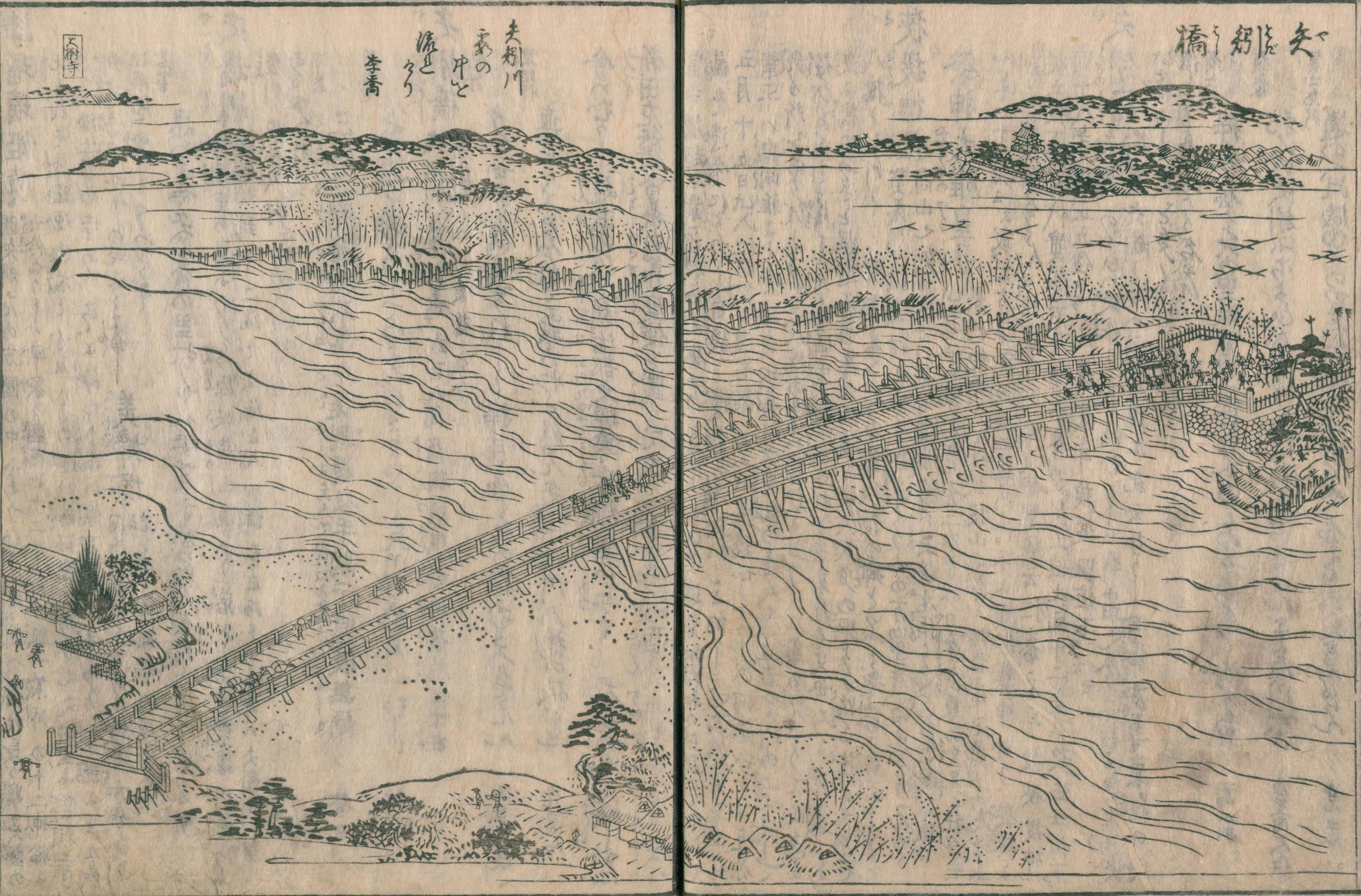
図h2.『東海道名所図会』巻三、矢矧橋。39.岡崎と対照。
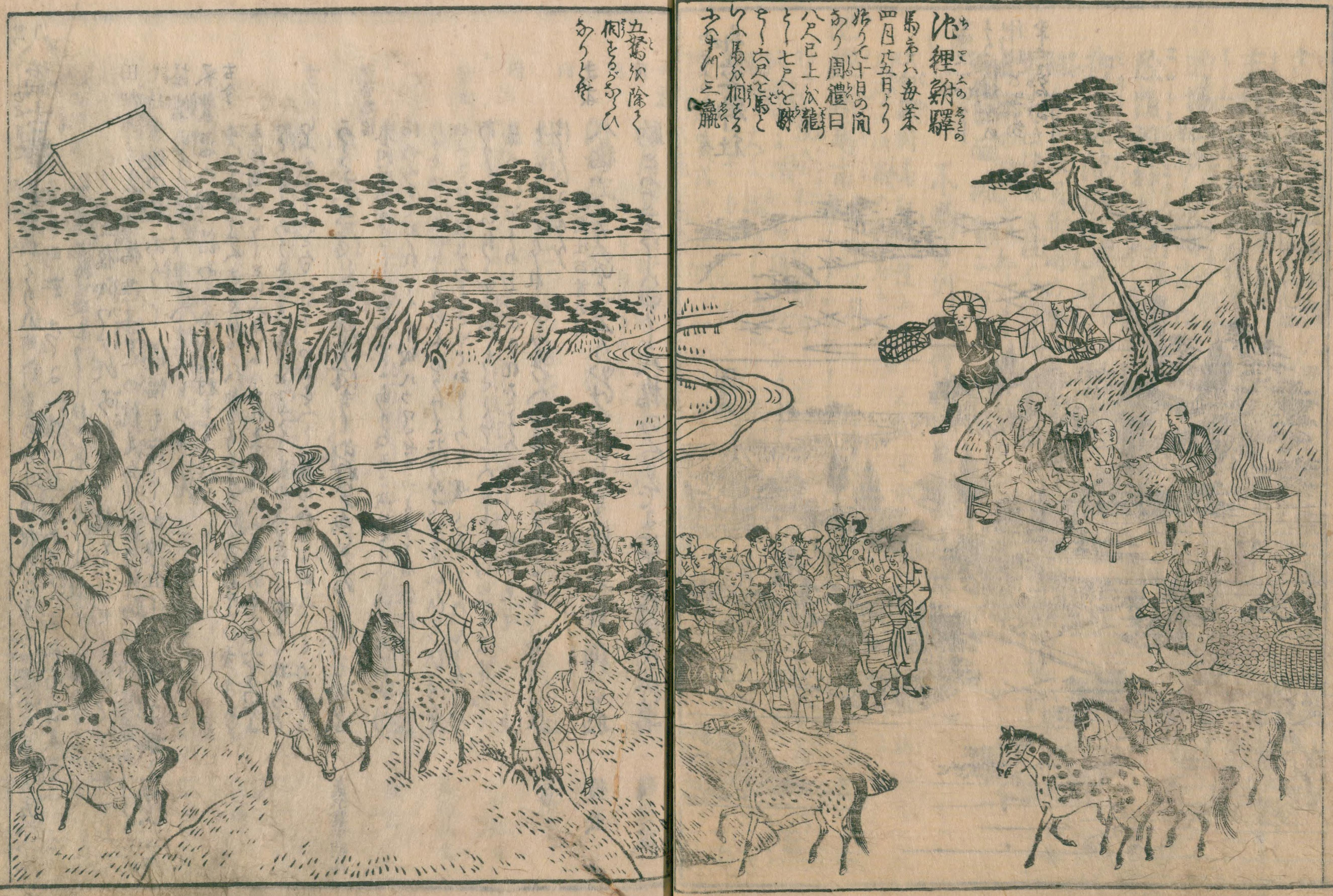
図h3.『東海道名所図会』巻三、池鯉鮒駅。図c.及び40.池鯉鮒と対照。
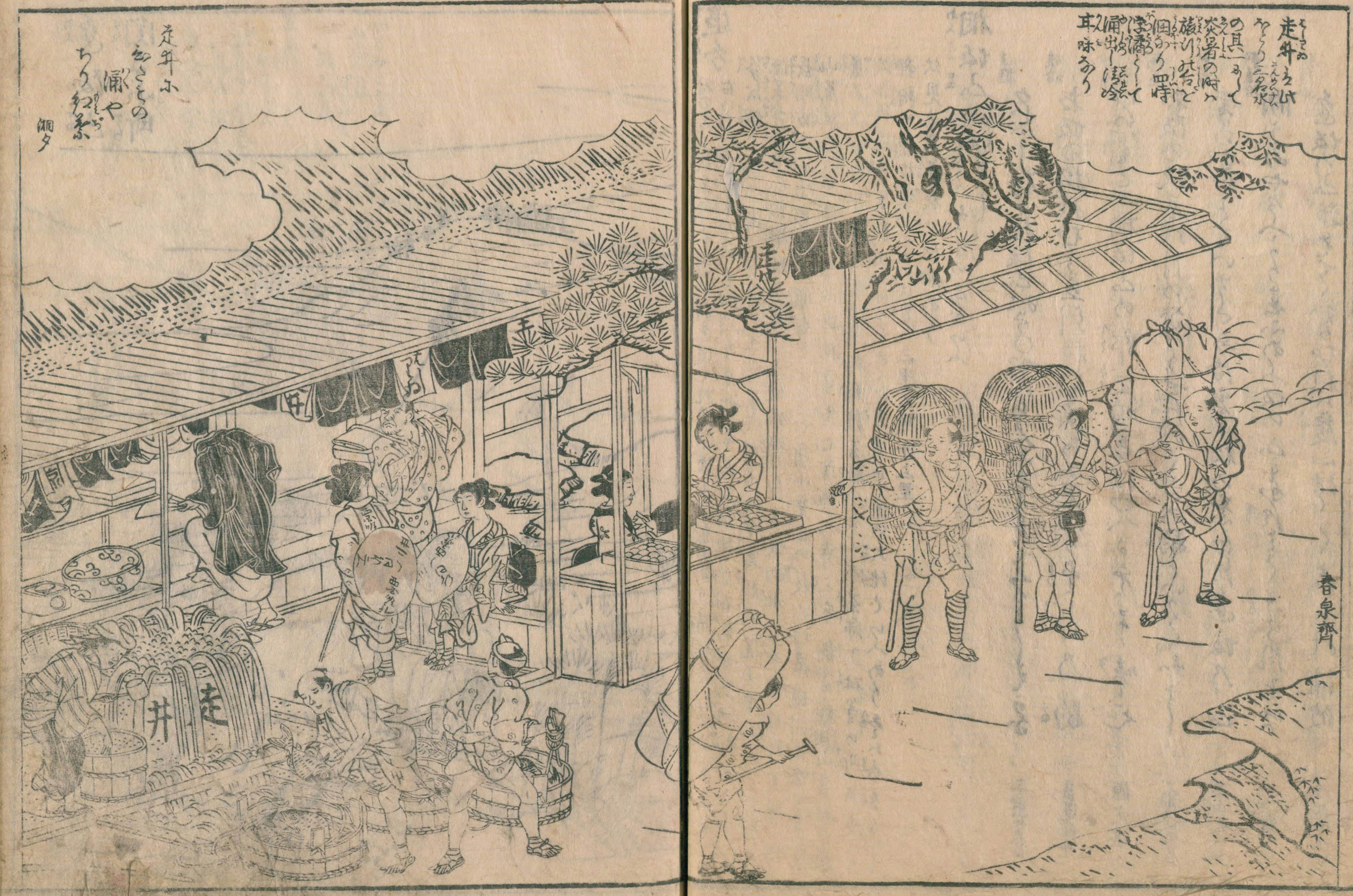
図h4.『東海道名所図会』巻二、走井。54.大津と対照。

### 製作年代
上記のように、保永堂版の制作は、内田実によって天保4-5年（1833-34年）とされ、鈴木重三も当初はそれを支持したが、後年異説を唱えることになる。
渓斎英泉画の合巻『さよきぬた』（保永堂版）の巻末にて、天保7年（1836年）正月頃に、版元が霊岸島塩町と南新堀湊橋の二店舗体制になったと記されることから、保永堂画帖での広告（図a.）も、天保7年以降のものとなり、画帖序に記される「天保ごとせにあたるむつき」（#取材の有無）は、画帖版行時ではなく、保永堂版の版行開始を表すのではと鈴木は推測する。

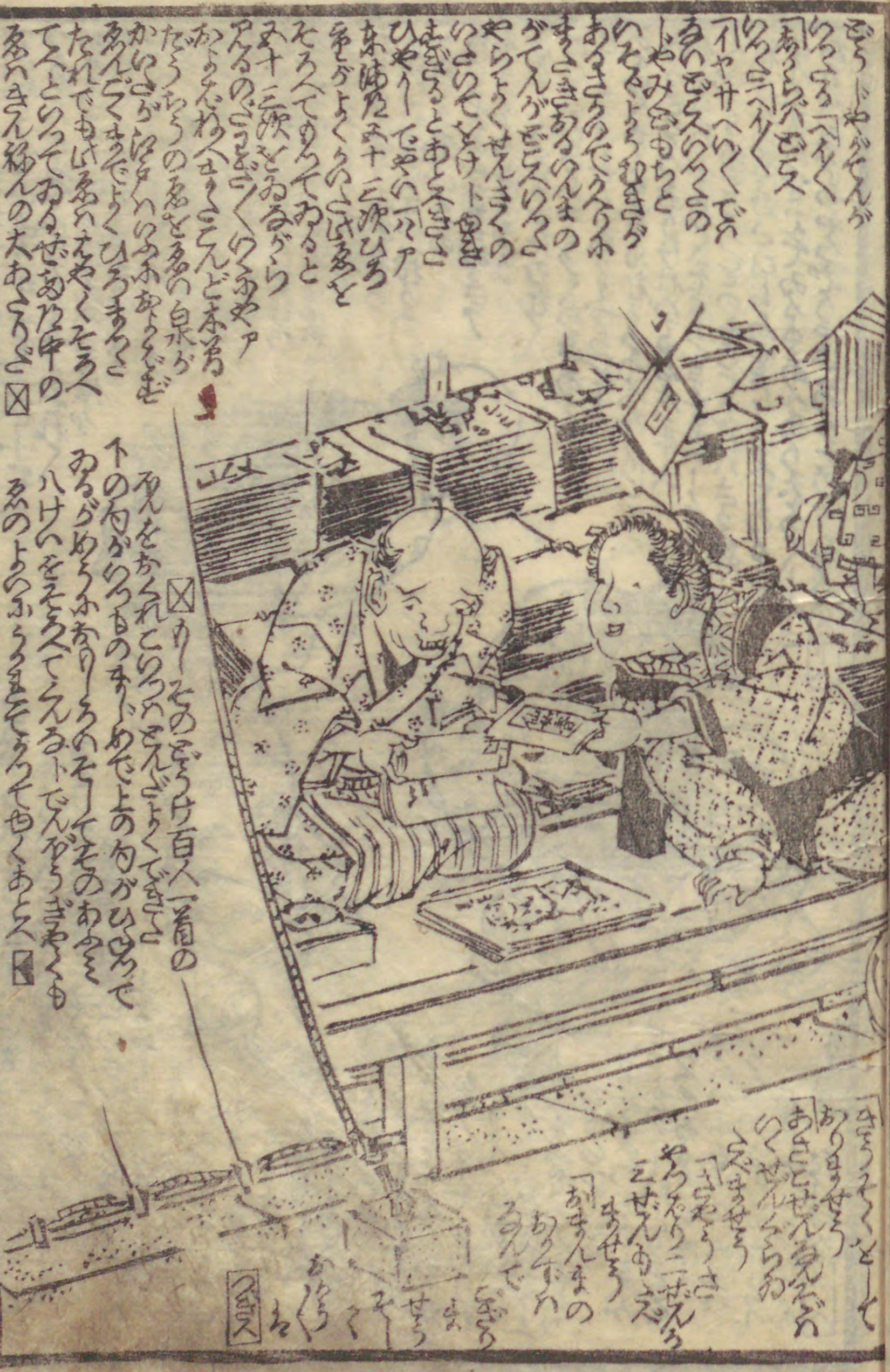
図i.『豊年武都英』での絵草紙屋の店先描写。上段15行から上段最終行に「ハハア…大あたりだ。」と記される。

### 同時代の評判
鈴木重三は、『豊年武都英ほうねんむつのはなぶさ』（天保10年・1839年）での記述を提示する。
この本は天保7年（1836年）の保永堂広告にて版行予告されていたものの、後年、他の書肆から出ることとなった。保永側の宣伝要素があったとしても、五十三次が広く受け入れられたことが分かる。
石井研堂は、天保6年（1835年）2月23日からの、市村座興行「梅初春五十三駅（うめのはるごじゅうさんつぎ）」と、保永堂版が相互に刺激しあい、両者の売り上げ上昇に寄与しただろうと述べる。
吉田暎二は、五十三次が100杯、つまり2万枚以上摺られたとし、それに次ぐのは歌川国貞「東海道五十三次（役者見立）」（#広重以降の五十三次）
の7000枚だとする。
大久保純一は、天明・寛政年間（1781-1801年）に活動した鳥居清長と喜多川歌麿の美人画は、世界でも数枚しかないものがあるが、保永堂版は一図につき100枚以上残っていると指摘し、後者では線が潰れた、摩滅した版木で摺っているものが見られるのに対し、前者ではそのようなものが見られない点から、江戸末期において、摺りの絶対数が増加していると指摘する。

## 保永堂版以外の五十三次
保永堂版の商業的成功により、以後、諸版元から五十三次作画注文がなされた。それらは20数種の揃物の他に張交絵、狂歌本、双六、千社札、絵封筒などが確認されており全部で40種程度あるとされている。ただし全宿版行に至らないものもある。
この中で、論者間での評価の高いものは、#五十三次図一覧でも掲載される、3.「行書版」と14.「隷書版」である。対して、晩年作の22.「東海道五十三次図会（竪絵）」は、太平洋戦争以前の論者には、化学合成された派手な発色の顔料が嫌悪された。
以下に、主な揃い物を版行年代順に挙げる。
| 番号 | 題名（通称）                         | 版元                                                                               | 版行年                              | 判型・寸法                          | 枚数         | 特徴 | 図版 |
| ---- | ------------------------------------ | ---------------------------------------------------------------------------------- | ----------------------------------- | ----------------------------------- | ------------ | --- | ---- |
| 1    | 東海道五拾三次之内（保永堂版）       | 保永堂・仙鶴堂                                                                     | 天保5年（1834年）頃                 | 横大判（約26.5×39センチ）           | 55枚         | 本文参照。 |      |
| 2    | 東海道五拾三次（狂歌入）             | 佐野屋喜兵衛                                                                       | 天保11-13年（1840-42年）            | 横中判（約19.5×26.5センチ）         | 56枚         | 55名の狂歌が添えられる。詩と絵の内容は必ずしも一致していない。大判を半切した中判の紙を使い切るため、京師をもう1図増して偶数とした。                                                              |      |
| 3    | 東海道（山田屋版）                   | 山田屋庄次郎                                                                       | 天保11年-13年（1840年-42年）        | 横八切判                            | 56枚         | 「狂歌入」同様、八等分した紙を使い切る為、内裏（大内）を加え、56図とする。絵の上下に紅霞を、周囲に藍二重枠を置く。                                                                               |      |
| 4    | 東海道五十三次之内（行書版）         | 江崎屋辰蔵・江崎屋吉兵衛。後に山田屋庄次郎 。                                      | 天保12-13年（1841-42年）頃          | 横間判（あいばん、約33×23.5センチ） | 55枚         | 題字が行書体。保永堂版との図柄近似が見られる。大判より一回り小さい。彫摺の簡略化が見られる。 |      |
| 5    | 東海道五十三次之内                   | 不明                                                                               | 天保年間（1830年-1844年）か         | 十六切判（大判を16等分したもの）    | 不明         | 1.保永堂版の縮図。見附・浜松宿が確認されるが、総数は不明。内田実は、広重筆なのか確実でないと述べる。                                                                                             |      |
| 6    | 東海道（有田屋版）                   | 有田屋清右衛門                                                                     | 天保14年-弘化4年（1843-47年）       | 横四切判                            | 56枚         | 栞型朱枠に「東海道」と連番が記される。保永堂版に近似した宿駅図が多い。最後は「五十六/五拾三次大尾」の「大内（内裏）」。                                                                          |      |
| 7    | 東海道五十三次細見図会               | 村鉄                                                                               | 弘化年間（1844-48）頃               | 縦大判                              | 12枚か       | 中央を雲型で仕切り、上に数駅を鳥瞰図で、下に旅中人物を描く。三島宿まで確認される。 |      |
| 8    | 東海道五十三對（対）                 | 伊場屋仙三郎・伊場屋久兵衛・遠州屋又兵衛・伊勢屋市兵衛・小島屋重兵衛・海老屋林之助 | 弘化年間（1844年-48年）             | 縦大判                              | 55枚         | 広重（17図）と三代歌川豊国（8図）・歌川国芳（30図）の「歌川三羽烏」で分担した。下三分の二に絵、右上に題字、左上に宿駅に関する詞が記される。                                                      |      |
| 9    | 東海道五十三対替絵                   | 若狭屋与市                                                                         | 弘化年間（1844年-48年）             | 十二切判                            | 36枚か       | 宿駅に縁のある人物を描く。「広重」（内田実）によれば揃物とは異なる、としている。 |      |
| 10   | 東海道五十三次名所続画（豆判東海道） | 上州屋金蔵                                                                         | 弘化年間（1844年-48年）             | 二十切判                            | 60枚         | 大判1枚に20図（縦5×横4）を収める。鎌倉・金沢・江ノ島と、近江八景2図の計5図を加え、60図に。 |      |
| 11   | 東海道五十三次細見図会               | 村鉄                                                                               | 弘化年間（1844年-48年）頃           | 縦大判                              | 12枚まで確認 | 中央を雲型で仕切り、上三分の一に宿駅を鳥瞰図で、下三分の二に道中人物を描く。三島宿まで確認される。                                                                                               |      |
| 12   | 五十三次（人物東海道）               | 村田屋市五郎                                                                       | 弘化4年（1847年）-嘉永5年（1852年） | 縦中判                              | 56枚         | 宿駅風景を切り捨て、道中の人物を大きく描いている。京を2図にして56図に。 |      |
| 13   | 東海道張交図会                       | 伊場屋仙三郎。後に丸屋清次郎。                                                     | 嘉永初年（1848年以降）。            | 縦大判                              | 12枚         | 1図に4・5宿を組み合わせる張交絵。題字は最初の図（日本橋・品川・川崎）のみで、ほかは「東海」と漢数字の番号を記載。石摺絵が用いられる。                                                            |      |
| 14   | 東海道 （異体隷書東海道）            | 林屋庄五郎                                                                         | 嘉永年間（1848-1854年）前期         | 横大判                              | 10枚         | 題字が隷書体。11.より落ち着いた画風。小田原までの10図までが確認される。内田実は「広重が嫌や嫌やながら筆を執つたと思はれるほど無味索寞」と評する。                                                |      |
| 15   | 東海道五十三図会（美人東海道）       | 藤岡屋慶次郎                                                                       | 嘉永年間（1848-1854年）             | 縦大判                              | 46枚か       | 前景に美人全身図を、上部枠に宿駅風景を描く。 |      |
| 16   | 東海道五十三次（隷書版）             | 丸屋清次郎                                                                         | 嘉永年間（1848-54年）               | 横大判                              | 55枚         | 題字が隷書体。荒い描写を濃彩と摺りで補う。『東海道名所図会』からの引用が見られる。 |      |
| 17   | 四ツ切巻物東海道                     | 佐野屋喜兵衛か                                                                     | 嘉永年間か                          | 四ツ切判                            | 不詳         | 横長枠が引かれ、巻頭部を折り返し、題字が大書きされ、絵巻状を呈する。題字に続いて、駅名と狂歌が記される。日本橋からかな川までの4図続き1枚しか確認されていない。                                   |      |
| 18   | 東海道（二つ切東海道）               | 蔦屋吉蔵                                                                           | 嘉永年間                            | 横中判                              | 54枚         | 題字は行書・草書・隷書と混在する。島田・金谷は1枚に纏められている。 |      |
| 19   | 五十三次張交（東海道張交図絵）       | 和泉屋市兵衛                                                                       | 嘉永5年（1852年）                   | 縦大判                              | 14枚         | 最初の1枚（日本橋・品川・川崎・神奈川）のみ東海道張交図会と題する張交絵。それ以降は上部に題字が横書きされる。                                                                                    |      |
| 20   | 雙(双）筆五十三次                    | 丸屋久四郎                                                                         | 安政元年-4年（1854年-1857年）       | 縦大判                              | 55枚         | 広重が上半分に宿駅風景、三代歌川豊国が駅に関係した人物を前景に描く。 |      |
| 21   | 五十三次名所図会（竪絵）             | 蔦屋吉蔵                                                                           | 安政2年（1855年）                   | 縦大判                              | 55枚         | 後の六十余州名所図会（嘉永6年-安政3年）・名所江戸百景（安政3-5年）にも見られる、縦構図、濃彩、近接拡大法（近像型構図）の採用。俯瞰構図が多い。石井研堂は派手な摺色を嫌い「拙悪のもの」と断ずる。 |      |
| 22   | 東海道五十三次図会                   | 山口屋藤兵衛                                                                       | 安政3年（1856年）                   | 縦大判                              | 15枚         | 張交絵。1枚に4宿駅を含める。 |      |

## 広重以降の五十三次
諸版元は五十三次人気にあやかって、ほかの絵師にも五十三次を発注した。以下のような作品がある。
1. 歌川国貞「東海道五十三次之内（役者見立東海道五十三駅）」。嘉永5年（1852年）、合版。129図を確認(図j.)。#同時代の評判で言及した揃い絵である。縦絵の上部に駅名と関連する名所絵を、下部に役者を配する。名所絵は保永堂版と一致しないものが多い。
2. 「東海道名所絵」（通称「御上洛東海道」）。徳川家茂の上洛を描き、宿場以外に街道沿線の名所も多数あり155枚組(図 k.)。三代豊国、二代広重、貞秀、二代国貞、国綱、国周、芳宗、芳年、芳艶、艶長、芳盛、貞秀、芳形、芳幾、洞郁など多数の手による[114]。
3. 木村唐船作、南遊斎(歌川)芳重[115][116]画『東海道五十三駅鉢山図絵』。2冊56図。嘉永元年（1848年）。元禄堂(図 l.)。30図に保永堂版からの援用が見られ、それ以外に、「狂歌入東海道」「行書東海道」等の図像(#保永堂版以外の五十三次)も取り入れられた[117]。

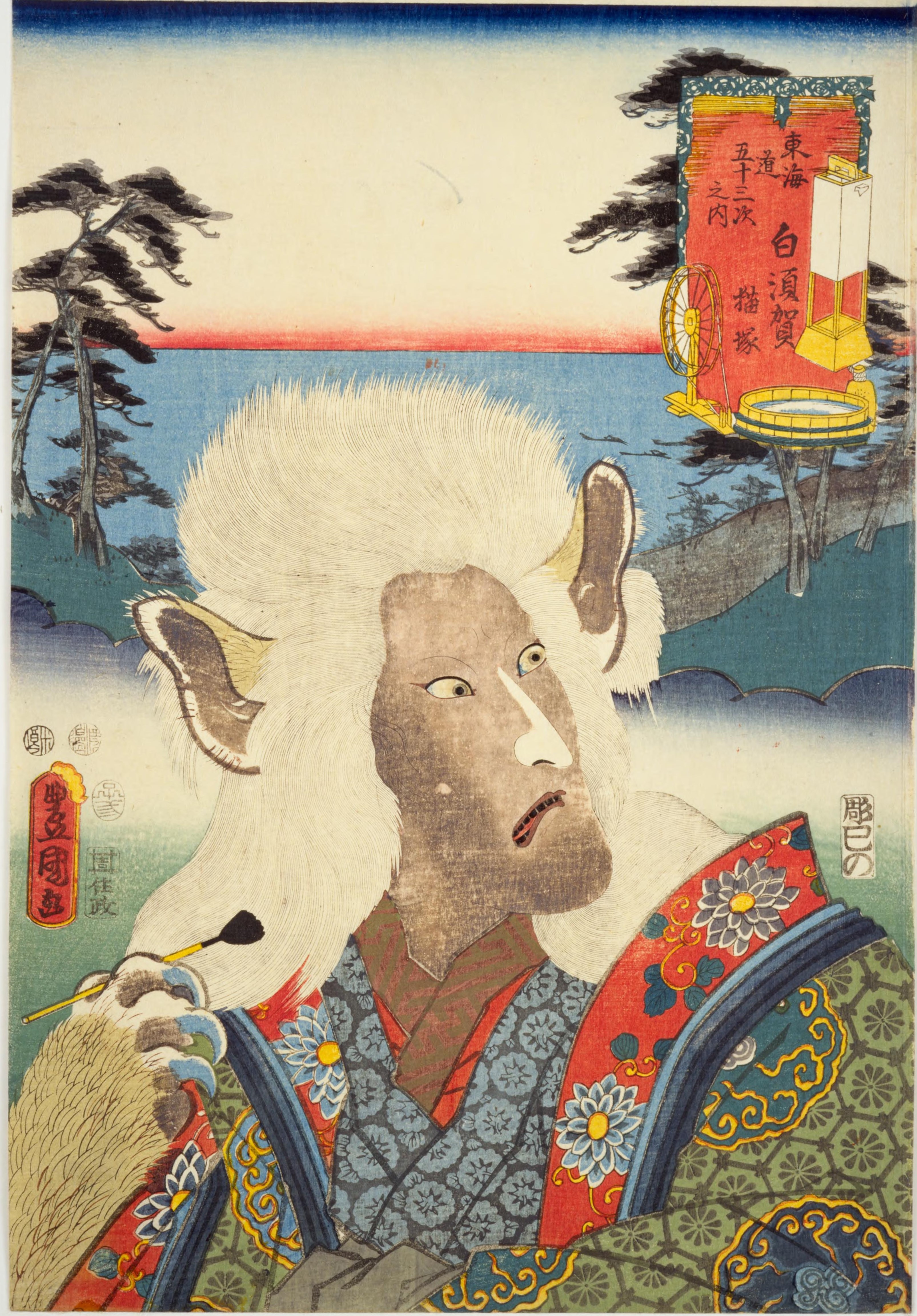
図 j.歌川国貞「東海道五十三次之内 白須賀 猫塚（役者見立東海道五十三駅）。国立国会図書館蔵。#五十三次図一覧33.対照。
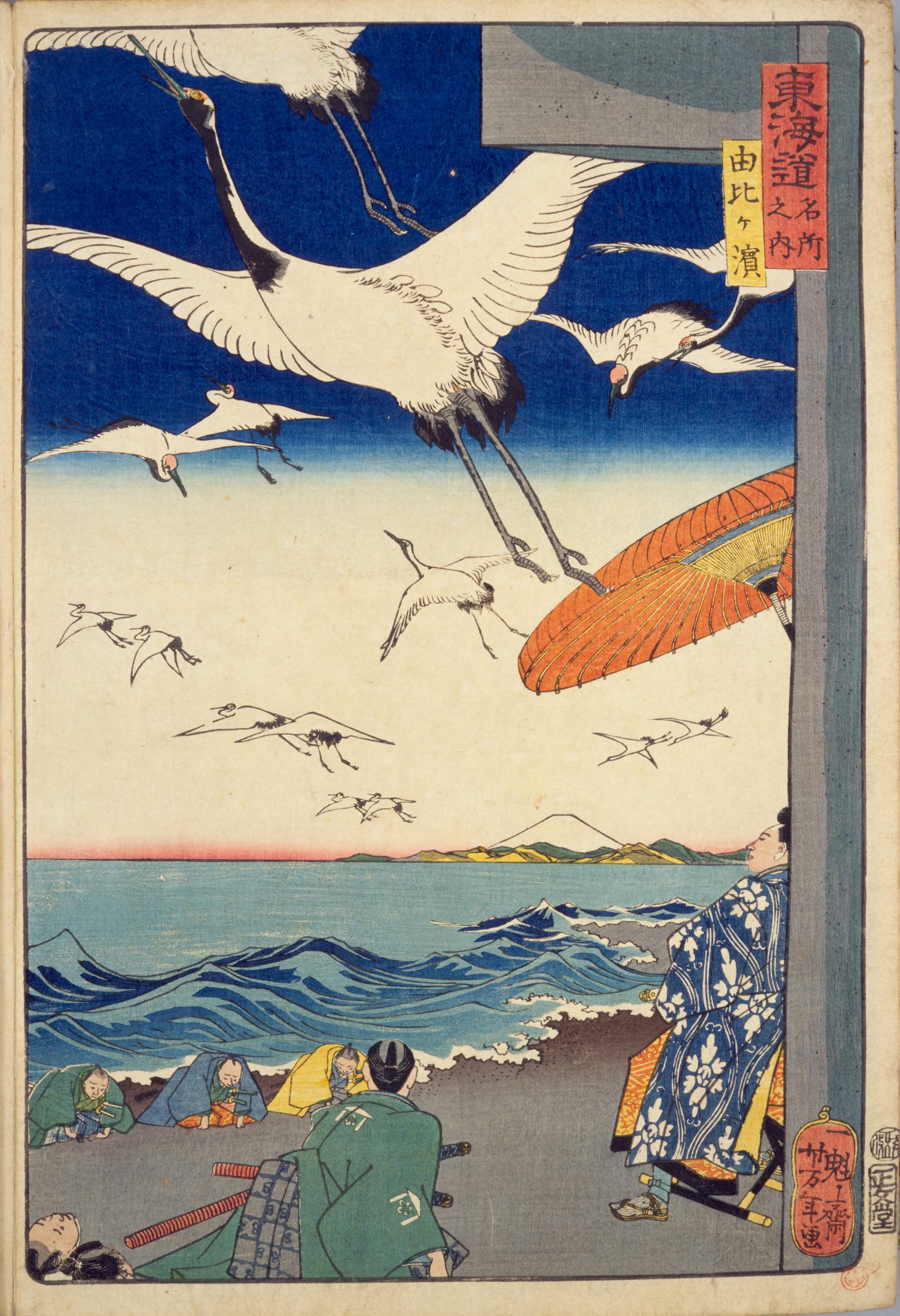
図 k.「東海道名所之内 由比ケ浜」（歌川芳年）（通称「御上洛東海道」）。
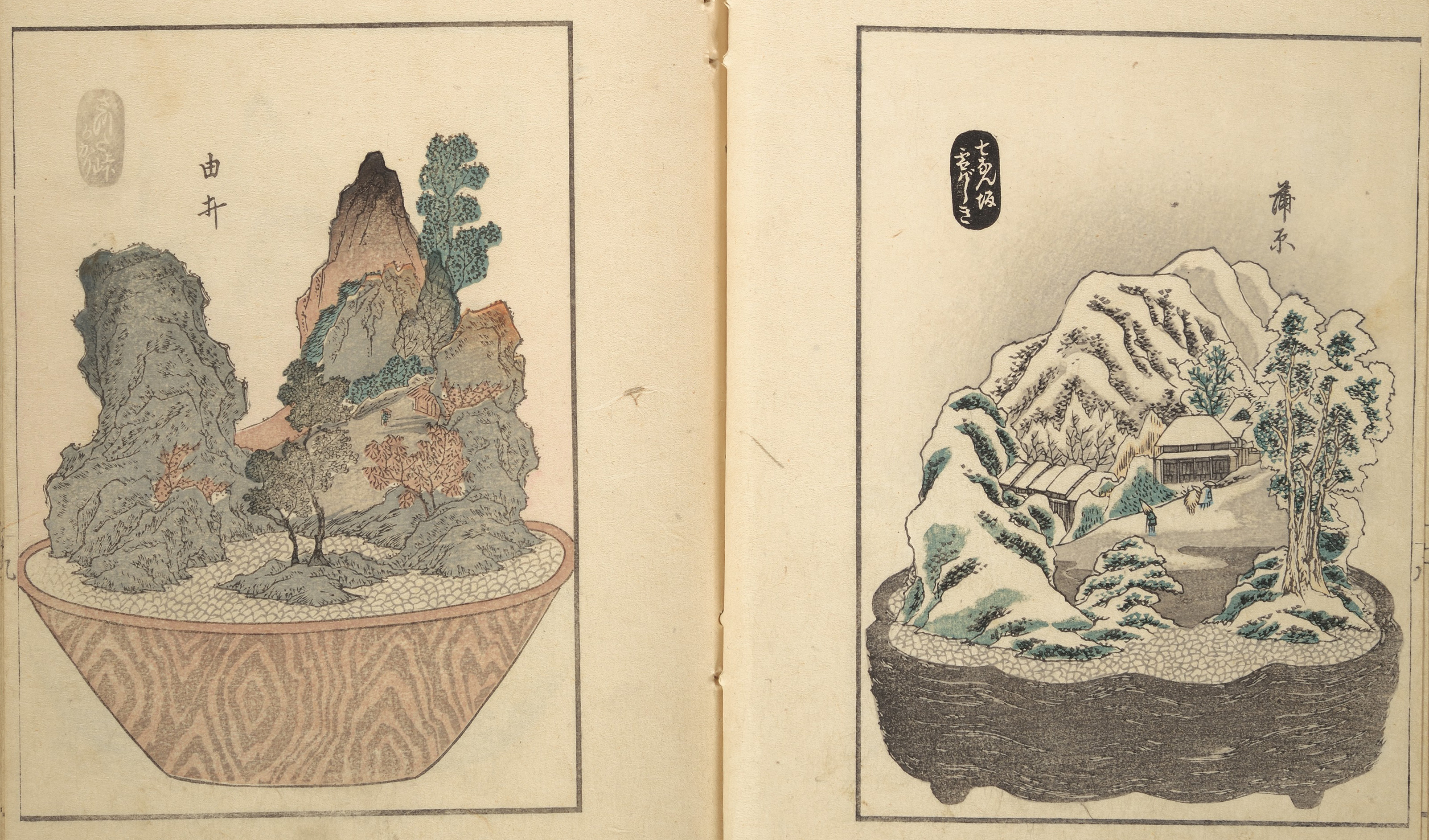
図 l.南遊斎芳重『東海道五十三駅鉢山図絵』蒲原・由井。メトロポリタン美術館蔵。五十三次図一覧16.17.対照。